# 上蒙德山
47°20′50″N 11°04′18″E / 47.34722°N 11.071528°E

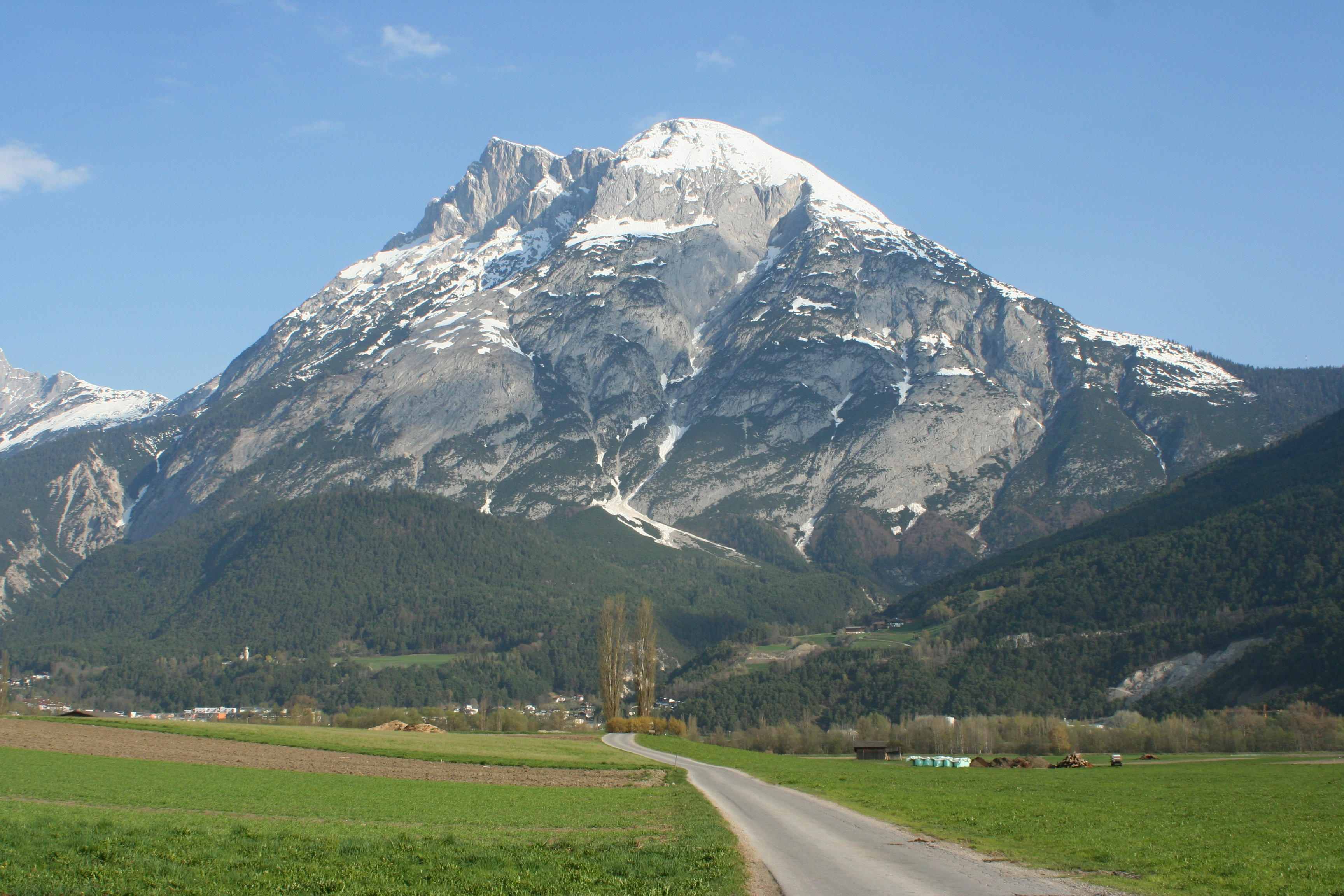

上蒙德山（德語：Hohe Munde），是奧地利的山峰，位於該國西部，由蒂羅爾州負責管轄，屬於米耶明山脈的一部分，海拔高度2,662米，每年平均降雨量1,666毫米，人類在1829年首次登頂。